# Lopharcha cryptacantha
Lopharcha cryptacantha es una especie de polilla de la familia Tortricidae. Se encuentra en India.